# Fossae di Rea
Segue una lista delle fossae presenti sulla superficie di Rea. La nomenclatura di Rea è regolata dall'Unione Astronomica Internazionale; la lista contiene solo formazioni esogeologiche ufficialmente riconosciute da tale istituzione.
Le fossae di Rea portano i nomi di personaggi e luoghi legati a miti della creazione di varie culture.

## Prospetto
| Fossa            | Eponimo | Latitudine | Longitudine | Diametro |
| ---------------- | --- | ---------- | ----------- | -------- |
| Harahvaiti Fossa | Harahvaiti - Terra incantevole creata dal dio Ahura Mazdā, corrispondente alla regione dell'odierna Kandahar in Afghanistan. | 36° S      | 171° W      | 190 km   |
| Parun Fossa      | Parun - Fiume nella provincia di Nurestan in Afghanistan dove la dea madre Disani partorì Bagisht creatore dell'umanità.     | 46,5° S    | 152° W      | 120 km   |